# Ahmed Eid Abdel Malek
Ahmed Eid Abdel Malek (in arabo أحمد عيد عبد الملك‎?; Il Cairo, 15 maggio 1980) è un ex calciatore egiziano, attaccante.

## Carriera

### Club
Cresciuto nell'Al-Zamalek, si trasferì all'Aswan e quindi all'Haras El-Hodood nel 2004.

### Nazionale
Ha debuttato nel 2005 contro l'Uganda ed è stato scelto per la squadra che avrebbe vinto la Coppa d'Africa 2006; è stato inoltre incluso nella squadra  per la Confederations Cup, per la quale ebbe la maglia numero 10 al posto dell'infortunato Emad Meteab, e per quella che avrebbe poi vinto la Coppa d'Africa 2010. Durante le qualificazioni per il Campionato del Mondo 2010 ha segnato due decisivi gol in due partite consecutive, contro il Congo e contro il Gibuti.

## Statistiche

### Presenze e reti nei club
Statistiche aggiornate al 2 febbraio 2018.
| Stagione               | Squadra                | Campionato             | Campionato | Campionato | Coppe nazionali | Coppe nazionali | Coppe nazionali | Coppe continentali | Coppe continentali | Coppe continentali | Altre coppe | Altre coppe | Altre coppe | Totale | Totale |
| Stagione               | Squadra                | Comp                   | Pres       | Reti       | Comp            | Pres            | Reti            | Comp               | Pres               | Reti               | Comp        | Pres        | Reti        | Pres   | Reti   |
| ---------------------- | ---------------------- | ---------------------- | ---------- | ---------- | --------------- | --------------- | --------------- | ------------------ | ------------------ | ------------------ | ----------- | ----------- | ----------- | ------ | ------ |
| 2006-2007              | Haras El-Hodood        | PL                     | 12         | 8          | CE              | 0               | 0               | -                  | -                  | -                  | -           | -           | -           | 12     | 8      |
| 2007-2008              | Haras El-Hodood        | PL                     | 13         | 4          | CE              | 1               | 0               | CC                 | 10                 | 2                  | -           | -           | -           | 24     | 6      |
| 2008-2009              | Haras El-Hodood        | PL                     | 26         | 5          | CE              | 3               | 1               | CC                 | 11                 | 5                  | -           | -           | -           | 40     | 11     |
| 2009-2010              | Haras El-Hodood        | PL                     | 28         | 8          | CE              | 4               | 3               | CC                 | 11                 | 3                  | SE          | 1           | 0           | 44     | 14     |
| 2010-2011              | Haras El-Hodood        | PL                     | 17         | 11         | CE              | 4               | 0               | CC                 | 0                  | 0                  | SE          | 1           | 0           | 22     | 11     |
| 2011-2012              | Haras El-Hodood        | PL                     | 10         | 5          | -               | -               | -               | -                  | -                  | -                  | -           | -           | -           | 10     | 5      |
| Totale Haras El-Hodood | Totale Haras El-Hodood | Totale Haras El-Hodood | 106        | 41         |                 | 12              | 4               |                    | 32                 | 10                 |             | 2           | 0           | 152    | 55     |
| 2012-2013              | Zamalek                | PL                     | 13         | 2          | CE              | 5               | 2               | CCL                | 10                 | 1                  | -           | -           | -           | 28     | 5      |
| 2013-gen. 2014         | Zamalek                | PL                     | 1          | 1          | CE              | 0               | 0               | CCL                | 0                  | 0                  | -           | -           | -           | 1      | 1      |
| gen.-giu. 2014         | Al-Ahly Bengasi        | PL                     | 21         | 3          | -               | -               | -               | CCL                | 4                  | 0                  | -           | -           | -           | 25     | 3      |
| 2014-2015              | Zamalek                | PL                     | 31         | 7          | CE              | 0               | 0               | CC                 | 7                  | 3                  | SE          | 1           | 0           | 39     | 10     |
| Totale Zamalek         | Totale Zamalek         | Totale Zamalek         | 45         | 10         |                 | 5               | 2               |                    | 17                 | 4                  |             | 1           | 0           | 68     | 16     |
| 2015-2016              | El Geish               | PL                     | 22         | 7          | CE              | 1               | 0               | -                  | -                  | -                  | -           | -           | -           | 23     | 7      |
| 2016-2017              | El Geish               | PL                     | 28         | 7          | CE              | 2               | 1               | -                  | -                  | -                  | -           | -           | -           | 30     | 8      |
| Totale El Geish        | Totale El Geish        | Totale El Geish        | 50         | 14         |                 | 3               | 1               |                    | -                  | -                  |             | -           | -           | 53     | 15     |
| 2017-gen. 2018         | Al-Masry               | PL                     | 9          | 1          | CE              | 2               | 0               | -                  | -                  | -                  | -           | -           | -           | 11     | 1      |
| gen.-giu. 2018         | Wadi Degla             | PL                     | 5          | 0          | CE              | -               | -               | -                  | -                  | -                  | -           | -           | -           | 5      | 0      |
| Totale carriera        | Totale carriera        | Totale carriera        | 236        | 69         |                 | 22              | 7               |                    | 53                 | 14                 |             | 3           | 0           | 314    | 90     |

### Cronologia presenze e reti in Nazionale
| Cronologia completa delle presenze e delle reti in nazionale ― Egitto | Cronologia completa delle presenze e delle reti in nazionale ― Egitto | Cronologia completa delle presenze e delle reti in nazionale ― Egitto | Cronologia completa delle presenze e delle reti in nazionale ― Egitto | Cronologia completa delle presenze e delle reti in nazionale ― Egitto | Cronologia completa delle presenze e delle reti in nazionale ― Egitto | Cronologia completa delle presenze e delle reti in nazionale ― Egitto | Cronologia completa delle presenze e delle reti in nazionale ― Egitto |
| Data                                                                  | Città                                                                 | In casa                                                               | Risultato                                                             | Ospiti                                                                | Competizione                                                          | Reti                                                                  | Note                                                                  |
| --------------------------------------------------------------------- | --------------------------------------------------------------------- | --------------------------------------------------------------------- | --------------------------------------------------------------------- | --------------------------------------------------------------------- | --------------------------------------------------------------------- | --------------------------------------------------------------------- | --------------------------------------------------------------------- |
| 8-1-2005                                                              | Il Cairo                                                              | Egitto                                                                | 3 – 0                                                                 | Uganda                                                                | Amichevole                                                            | -                                                                     | 46’                                                                   |
| 4-2-2005                                                              | Seul                                                                  | Corea del Sud                                                         | 0 – 1                                                                 | Egitto                                                                | Amichevole                                                            | -                                                                     | 56’                                                                   |
| 9-2-2005                                                              | Il Cairo                                                              | Egitto                                                                | 4 – 0                                                                 | Belgio                                                                | Amichevole                                                            | 1                                                                     | 70’                                                                   |
| 14-3-2005                                                             | Dammam                                                                | Arabia Saudita                                                        | 0 – 1                                                                 | Egitto                                                                | Amichevole                                                            | -                                                                     |                                                                       |
| 27-3-2005                                                             | Il Cairo                                                              | Egitto                                                                | 4 – 1                                                                 | Libia                                                                 | Qual. Mondiali 2006                                                   | -                                                                     | 57’                                                                   |
| 5-6-2005                                                              | Il Cairo                                                              | Egitto                                                                | 6 – 1                                                                 | Sudan                                                                 | Qual. Mondiali 2006                                                   | 1                                                                     | 55’                                                                   |
| 29-7-2005                                                             | Ginevra                                                               | Egitto                                                                | 5 – 0                                                                 | Qatar                                                                 | Amichevole                                                            | -                                                                     |                                                                       |
| 31-7-2005                                                             | Ginevra                                                               | Egitto                                                                | 0 – 0 dts (5 – 4 dtr)                                                 | Emirati Arabi Uniti                                                   | Amichevole                                                            | -                                                                     |                                                                       |
| 5-1-2006                                                              | Alessandria d'Egitto                                                  | Egitto                                                                | 2 – 0                                                                 | Zimbabwe                                                              | Amichevole                                                            | -                                                                     |                                                                       |
| 14-1-2006                                                             | Il Cairo                                                              | Egitto                                                                | 1 – 2                                                                 | Sudafrica                                                             | Amichevole                                                            | -                                                                     | 73’                                                                   |
| 16-8-2006                                                             | Alessandria d'Egitto                                                  | Egitto                                                                | 0 – 2                                                                 | Uruguay                                                               | Amichevole                                                            | -                                                                     | 53’                                                                   |
| 1-6-2008                                                              | Il Cairo                                                              | Egitto                                                                | 2 – 1                                                                 | RD del Congo                                                          | Qual. Mondiali 2010                                                   | 1                                                                     | 62’                                                                   |
| 7-6-2008                                                              | Gibuti                                                                | Gibuti                                                                | 0 – 4                                                                 | Egitto                                                                | Qual. Mondiali 2010                                                   | 1                                                                     | 44’                                                                   |
| 14-6-2008                                                             | Blantyre                                                              | Malawi                                                                | 1 – 0                                                                 | Egitto                                                                | Qual. Mondiali 2010                                                   | -                                                                     | 56’                                                                   |
| 20-8-2008                                                             | Khartum                                                               | Sudan                                                                 | 4 – 0                                                                 | Egitto                                                                | Amichevole                                                            | -                                                                     | 64’                                                                   |
| 12-10-2008                                                            | Il Cairo                                                              | Egitto                                                                | 4 – 0                                                                 | Gibuti                                                                | Qual. Mondiali 2010                                                   | -                                                                     | 59’                                                                   |
| 19-11-2008                                                            | Il Cairo                                                              | Egitto                                                                | 5 – 1                                                                 | Benin                                                                 | Amichevole                                                            | -                                                                     | 46’                                                                   |
| 23-1-2009                                                             | Il Cairo                                                              | Egitto                                                                | 1 – 0                                                                 | Kenya                                                                 | Amichevole                                                            | -                                                                     |                                                                       |
| 30-5-2009                                                             | Mascate                                                               | Oman                                                                  | 0 – 1                                                                 | Egitto                                                                | Amichevole                                                            | -                                                                     |                                                                       |
| 7-6-2009                                                              | Blida                                                                 | Algeria                                                               | 3 – 1                                                                 | Egitto                                                                | Qual. Mondiali 2010                                                   | -                                                                     | 81’                                                                   |
| 15-6-2009                                                             | Bloemfontein                                                          | Brasile                                                               | 4 – 3                                                                 | Egitto                                                                | Conf. Cup 2009 - 1º turno                                             | -                                                                     | 51’                                                                   |
| 18-6-2009                                                             | Johannesburg                                                          | Egitto                                                                | 1 – 0                                                                 | Italia                                                                | Conf. Cup 2009 - 1º turno                                             | -                                                                     | 57’ 58’                                                               |
| 21-6-2009                                                             | Rustenburg                                                            | Egitto                                                                | 0 – 3                                                                 | Stati Uniti                                                           | Conf. Cup 2009 - 1º turno                                             | -                                                                     | 50’                                                                   |
| 5-7-2009                                                              | Il Cairo                                                              | Egitto                                                                | 3 – 0                                                                 | Ruanda                                                                | Qual. Mondiali 2010                                                   | -                                                                     | 53’                                                                   |
| 12-8-2009                                                             | Il Cairo                                                              | Egitto                                                                | 3 – 3                                                                 | Guinea                                                                | Amichevole                                                            | 1                                                                     | 73’                                                                   |
| 5-9-2009                                                              | Kigali                                                                | Ruanda                                                                | 0 – 1                                                                 | Egitto                                                                | Qual. Mondiali 2010                                                   | -                                                                     | 70’                                                                   |
| 2-10-2009                                                             | Il Cairo                                                              | Egitto                                                                | 4 – 0                                                                 | Mauritius                                                             | Amichevole                                                            | -                                                                     | 58’                                                                   |
| 10-10-2009                                                            | Chililabombwe                                                         | Zambia                                                                | 0 – 1                                                                 | Egitto                                                                | Qual. Mondiali 2010                                                   | -                                                                     | 79’                                                                   |
| 5-11-2009                                                             | Assuan                                                                | Egitto                                                                | 5 – 1                                                                 | Tanzania                                                              | Amichevole                                                            | -                                                                     |                                                                       |
| 14-11-2009                                                            | Il Cairo                                                              | Egitto                                                                | 2 – 0                                                                 | Algeria                                                               | Qual. Mondiali 2010                                                   | -                                                                     | 78’                                                                   |
| 18-11-2009                                                            | Omdurman                                                              | Algeria                                                               | 1 – 0                                                                 | Egitto                                                                | Qual. Mondiali 2010                                                   | -                                                                     | 75’                                                                   |
| 29-12-2009                                                            | Il Cairo                                                              | Egitto                                                                | 1 – 1                                                                 | Malawi                                                                | Amichevole                                                            | -                                                                     | 60’                                                                   |
| 4-1-2010                                                              | Dubai                                                                 | Egitto                                                                | 1 – 0                                                                 | Mali                                                                  | Amichevole                                                            | -                                                                     | 69’                                                                   |
| 16-1-2010                                                             | Benguela                                                              | Egitto                                                                | 2 – 0                                                                 | Mozambico                                                             | Coppa d'Africa 2010 - 1º turno                                        | -                                                                     | 57’                                                                   |
| 11-8-2010                                                             | Il Cairo                                                              | Egitto                                                                | 6 – 3                                                                 | RD del Congo                                                          | Amichevole                                                            | -                                                                     |                                                                       |
| 17-11-2010                                                            | Il Cairo                                                              | Egitto                                                                | 3 – 0                                                                 | Australia                                                             | Amichevole                                                            | -                                                                     | 44’ 55’                                                               |
| 16-12-2010                                                            | Doha                                                                  | Qatar                                                                 | 2 – 1                                                                 | Egitto                                                                | Amichevole                                                            | -                                                                     | 84’                                                                   |
| 9-1-2011                                                              | Il Cairo                                                              | Egitto                                                                | 1 – 0                                                                 | Uganda                                                                | Amichevole                                                            | -                                                                     | 63’                                                                   |
| 11-1-2011                                                             | Ismailia                                                              | Egitto                                                                | 3 – 0                                                                 | Burundi                                                               | Amichevole                                                            | -                                                                     | 51’                                                                   |
| 14-1-2011                                                             | Il Cairo                                                              | Egitto                                                                | 5 – 1                                                                 | Kenya                                                                 | Amichevole                                                            | 1                                                                     | 72’                                                                   |
| 17-1-2011                                                             | Il Cairo                                                              | Egitto                                                                | 3 – 1                                                                 | Uganda                                                                | Amichevole                                                            | -                                                                     | 69’                                                                   |
| 27-2-2012                                                             | Doha                                                                  | Egitto                                                                | 5 – 0                                                                 | Kenya                                                                 | Amichevole                                                            | 1                                                                     | 63’                                                                   |
| 2-3-2012                                                              | Doha                                                                  | Egitto                                                                | 0 – 0                                                                 | RD del Congo                                                          | Amichevole                                                            | -                                                                     | 58’                                                                   |
| 22-3-2013                                                             | Alessandria d'Egitto                                                  | Egitto                                                                | 10 – 0                                                                | eSwatini                                                              | Amichevole                                                            | 2                                                                     | 46’                                                                   |
| 26-3-2013                                                             | Alessandria d'Egitto                                                  | Egitto                                                                | 2 – 1                                                                 | Zimbabwe                                                              | Qual. Mondiali 2014                                                   | -                                                                     | 66’                                                                   |
| 4-6-2013                                                              | Il Cairo                                                              | Egitto                                                                | 1 – 1                                                                 | Botswana                                                              | Amichevole                                                            | -                                                                     | 46’                                                                   |
| 9-6-2013                                                              | Harare                                                                | Zimbabwe                                                              | 2 – 4                                                                 | Egitto                                                                | Qual. Mondiali 2014                                                   | -                                                                     | 62’                                                                   |
| 16-6-2013                                                             | Maputo                                                                | Mozambico                                                             | 0 – 1                                                                 | Egitto                                                                | Qual. Mondiali 2014                                                   | -                                                                     | 67’                                                                   |
| 10-9-2013                                                             | El Gouna                                                              | Egitto                                                                | 4 – 2                                                                 | Guinea                                                                | Amichevole                                                            | -                                                                     | 46’                                                                   |
| 30-9-2013                                                             | Il Cairo                                                              | Egitto                                                                | 2 – 0                                                                 | Uganda                                                                | Amichevole                                                            | 1                                                                     | 61’                                                                   |
| 2-10-2013                                                             | Il Cairo                                                              | Egitto                                                                | 3 – 0                                                                 | Uganda                                                                | Amichevole                                                            | 1                                                                     | 77’                                                                   |
| 14-11-2013                                                            | Il Cairo                                                              | Egitto                                                                | 2 – 0                                                                 | Zambia                                                                | Amichevole                                                            | -                                                                     | 46’                                                                   |
| Totale                                                                |                                                                       | Presenze                                                              | 52                                                                    |                                                                       | Reti                                                                  | 10                                                                    |                                                                       |

## Palmarès

### Club

#### Competizioni nazionali
- Coppa d'Egitto: 5

Haras El-Hodood: 2009, 2010
Zamalek: 2013, 2014, 2015
- Supercoppa d'Egitto: 1

Haras El-Hodood: 2009
- Campionato egiziano: 1

Zamalek: 2014-2015

### Nazionale
- Coppa d'Africa: 2

2006, 2010